# Cali Farquharson
Cali Farquharson (* 17. Dezember 1993 in Yakota, Japan) ist eine US-amerikanische Fußballspielerin, die zuletzt bei den Houston Dash in der National Women’s Soccer League unter Vertrag stand.

## Karriere
Während ihres Studiums an der Arizona State University spielte Farquharson von 2012 bis 2015 für die dortige Universitätsmannschaft der Arizona State Sun Devils. Zusätzlich lief sie im Jahr 2015 für den W-League-Teilnehmer Seattle Sounders Women auf, mit dem sie in der ersten Runde der Meisterschafts-Playoffs an den Colorado Pride scheiterte. Während des im Januar 2016 durchgeführten College-Drafts der NWSL wurde sie in der zweiten Runde an Position zwölf von der Franchise der Washington Spirit ausgewählt. Ihr NWSL-Debüt gab Farquharson am 16. April 2016 bei einem 1:0-Heimsieg gegen die Boston Breakers als Einwechselspielerin für Katie Stengel.